# Itaspiella bodegae
Itaspiella bodegae är en plattmaskart som beskrevs av Tor Karling 1964. Itaspiella bodegae ingår i släktet Itaspiella och familjen Otoplanidae. Inga underarter finns listade i Catalogue of Life.